# Guéshé Lobsang Tengyé
Guéshé Lobsang Tengyé (tibétain : དགེ་བཤེས་བློ་བཟང་བསྟན་རྒྱས, Wylie : dge bshes blo bzang bstan rgyas), né à Lhatsé au Tibet en 1927 et décédé le 19 octobre 2019 à l'Institut Vajra Yogini à Marzens dans la région de Toulouse en France, est un lama tibétain érudit.

## Biographie
A l'âge de six ans, il entre au monastère de Lhatsé, et y reçoit un enseignement guéloug, puis continue ses études au monastère de Séra où il retrouve Lobsang Tenzin Palsangpo, également originaire de Lhatsé. Après le soulèvement tibétain de 1959, il fait deux années de travaux forcés, et s'exile en Inde en 1961 où il rejoint le camp de Buxaduar, où il poursuit ses études et obtient le diplôme de guéshé lharampa (le plus haut niveau de doctorat en philosophie bouddhique dans l'école guéloukpa). Après la visite du 14e dalaï-lama en Thaïlande en 1967, il y est envoyé. Il y approfondit sa formation bouddhique et y effectue des retraites spirituelles.
En 1974, il rencontre à Bangkok en Thaïlande Bhikkhu Pāsādika qui devient son disciple. Après le début de la guerre du vietnam, il accompagne Pāsādika en France en 1978 au Temple bouddhique Linh Son de Joinville-le-Pont.
En 1980, il rejoint l'Institut Vajra Yogini dans le Tarn où il réside et dirige le programme spirituel,.
Proche du 14e dalaï-lama, Lobsang Tengyé le reçoit en 1982 et 1993 à l'Institut Vajra Yogini à Marzens.
En 2007, accompagné de Valérie Camplo, il retourne en visite au Tibet et au monastère de Lhatsé.
En mars 2008, il participe à une manifestation à Toulouse sur la place du Capitole pour dénoncer la répression des Tibétains par le gouvernement chinois lors des troubles au Tibet en mars 2008. En décembre de la même année, il est reçu avec Jean-Paul Ribes au Conseil général de la Gironde.
Il meurt le 19 octobre 2019 à l'Institut Vajra Yogini à Marzens où il reste 5 jours en l'état méditatif post-mortem de thukdam.
Un documentaire en deux parties qui lui est consacré est diffusé par l'émission sagesses bouddhistes le 14 février 2021, jour du Nouvel an tibétain.

## Œuvres
- Le Daim à la Grande Sagesse suivi de La Tortue et les Oies Sauvages, Editions Vajra Yogini, 1991.  (ISBN 2-911582-56-X)
- La Roue de la Vie, Éd. Vajra Yogini, 1993  (ISBN 2-911582-33-0)
- Sur l'Océan du Mahâyâna (Grand Véhicule), Editions Vajra Yogini 1993  (ISBN 2-9500-961-4-X)
- Le gourou-yoga de lama Tsong Khapa, Éd. Vajra Yogini, 1994  (ISBN 2-9500 961-7-4)
- Les Terres et les Chemins, Éd. Vajra Yogini, 1997.  (ISBN 2-911582-05-5)
- La Roue aux Lames Acérées, Éd. Vajra Yogini, 1998  (ISBN 2-911582-04-7)
- Recueil d'enseignements, Quatre enseignements : 1 comment abandonner les quatre attachements, 2 la réincarnation, 3 les huit strophes de la transformation de la pensée, 4 la vue pénétrante. Éditions Vajra Yogini (3 septembre 1999),  (ISBN 2911582314)
- Commentaire de la pratique du nyoung-nè (བསྙུང་གནས། jeûne), Éd. Vajra Yogini, 2009,  (ISBN 2-911582-70-5)

### Préface
- Dalaï-Lama, Tant que durera l'espace, traduction Marie-Stella Boussemart, Albin Michel, Paris, 1996